# HD 59686
HD 59686 är en dubbelstjärna  belägen i den södra delen av stjärnbilden Tvillingarna. Den har en kombinerad skenbar magnitud av ca 5,45 och är svagt synlig för blotta ögat där ljusföroreningar ej förekommer. Baserat på parallax enligt Gaia Data Release 2 på ca 11,2 mas, beräknas den befinna sig på ett avstånd på ca 292 ljusår (ca 90 parsek) från solen. Den rör sig närmare solen med en heliocentrisk radialhastighet på ca -34 km/s.

## Egenskaper
Primärstjärnan HD 59686 A är en orange till gul jättestjärna av spektralklass K2 III, som har förbrukat förrådet av väte i dess kärna och utvecklas till att bli en röd jätte. Den har en massa som är ca 1,5 solmassor, en radie som är ca 11 solradier och har ca 58 gånger solens utstrålning av energi från dess fotosfär vid en effektiv temperatur av ca 4 700 K.
HD 59686 är en enkelsidig spektroskopisk dubbelstjärna med en omloppsperiod på 32,0 år och en hög excentricitet på 0,73. Följeslagaren, HD 59686 B,  har en minsta massa som är 53 procent av solens, vilket anger att det måste vara en stjärna snarare än en brun dvärg eller en planet.

## Planetssystem
I november 2003 tillkännagavs en exoplanet i omloppsbana runt jättestjärnan. En dopplerspektrometer användes för att leta efter effekter på stjärnan orsakade av gravitationella krafter hos den omkretsande planeten. Med hjälp av amplituden framräknad med metoden för radiell hastighetsmätning beräknades planetens massa till 5,25 Jupitermassor och omloppsperioden till ca 300 dygn. Denna massa är dock endast ett minimumvärde eftersom lutningen hos omloppsbanan inte är känd. Med hjälp av stjärnmassan och perioden beräknades halva storaxeln till 0,911 astronomiska enheter för en planetbana av cirkulär form, vilket betyder att planeten har noll excentricitet.
| Planet | Massa                | Halv storaxel (AE)     | Siderisk omloppstid (d) | Excentricitet    | Inklination | Radie |
| ------ | -------------------- | ---------------------- | ----------------------- | ---------------- | ----------- | ----- |
| b      | ≥6,02 +0,18 –0,24 MJ | 1,0860 +0,0006 –0,0007 | 299,36 ± 12             | 0,05 +0,03 –0,02 | -           | -     |